# 迪耶奈
迪耶奈（法語：Diénay，法語發音：[djenɛ]）是法国科多尔省的一个市镇，属于第戎区。

## 地理
迪耶奈（47°31'14"N, 5°3'59"E）面积15.39 平方千米，位于法国勃艮第-弗朗什-孔泰大區科多尔省，该省份为法国中东部省份，北起奥布省，西接涅夫勒省和约讷省，南至索恩-卢瓦尔省，东南接汝拉省，东临上索恩省，东北部与上马恩省接壤。
与迪耶奈接壤的市镇（或旧市镇、城区）包括：蒂耶河畔伊斯、谢涅、索勒迪克、维勒孔特。

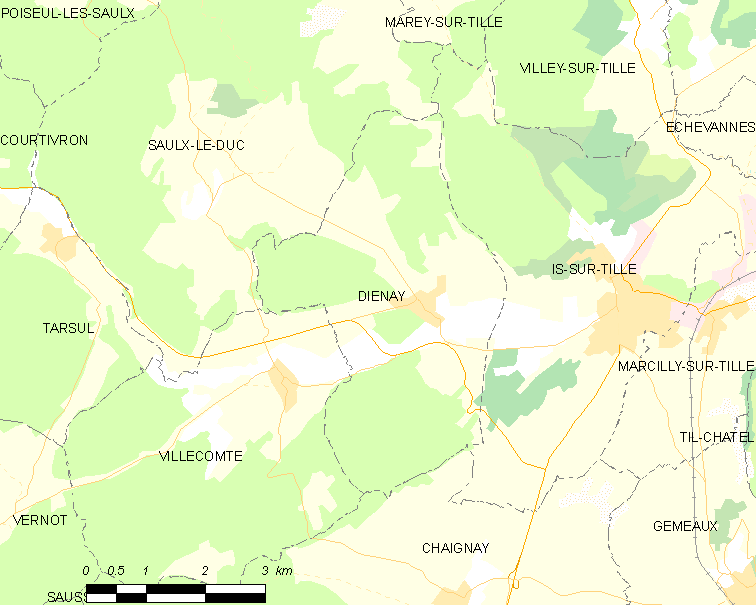
迪耶奈的OSM定位图

迪耶奈的时区为UTC+01:00、UTC+02:00（夏令时）。

## 行政
迪耶奈的邮政编码为21120，INSEE市镇编码为21230。

## 政治
迪耶奈所属的省级选区为蒂耶河畔伊斯县。

## 人口

1962-2008年间迪耶奈人口变化图示

迪耶奈于2022年1月1日时的人口数量为383人。